# 切爾登
60°24′N 56°29′E / 60.400°N 56.483°E
切爾登（羅馬化：Cherdyn）是俄羅斯彼爾姆邊疆區北部的一個城市、切爾登區首府，位於科爾瓦河畔，距彼爾姆470公里。2002年人口5,756人。
1451年首見於文獻，1781年建市。